# Cinnamomum kerrii
Cinnamomum kerrii är en lagerväxtart som beskrevs av André Joseph Guillaume Henri Kostermans. Cinnamomum kerrii ingår i släktet Cinnamomum och familjen lagerväxter. Inga underarter finns listade i Catalogue of Life.